# Aprilovo (distrikt i Bulgarien, Oblast Sofija)
Aprilovo (bulgariska: Априлово) är ett distrikt i Bulgarien.   Det ligger i kommunen Obsjtina Gorna Malina och regionen Sofijska oblast, i den västra delen av landet, 30 kilometer öster om huvudstaden Sofia.
Trakten runt Aprilovo består till största delen av jordbruksmark. Runt Aprilovo är det ganska glesbefolkat, med 28 invånare per kvadratkilometer.